# Châu Tuấn Vỹ
Châu Tuấn Vỹ (giản thể: 周峻纬; phồn thể: 週峻緯; bính âm: Zhōu Jùnwěi, sinh ngày 16 tháng 11 năm 1995) là một nam ca sĩ kiêm diễn viên người Trung Quốc, theo học Chuyên ngành Xã hội học và Tâm lý học tại Đại học McGill ở Canada , và là nhà nghiên cứu tại Viện Tâm lý học tại Cao đẳng Douglas  . Năm 2017, anh tham gia chương trình biện luận "Thế Giới Lắng Nghe Tôi" và "Tôi Là Nhà Hùng Biện Mùa 4", thu hút nhiều sự chú ý. Anh được khán giả biết đến nhiều hơn sau vai Nhược Ngọc trong bộ phim cổ trang giả tưởng "Lưu Ly Mỹ Nhân Sát".

## Sự nghiệp

### Trước khi ra mắt
Châu Tuấn Vỹ tốt nghiệp bằng kép Chuyên ngành Xã hội học và Tâm lý học tại Đại học McGill ở Canada, và là nghiên cứu sinh tại Viện Tâm lý học thuộc Cao đẳng Douglas.
Về âm nhạc, anh đã thi đậu vĩ cầm cấp 8, sơ cấp lý thuyết âm nhạc nâng cao, kỳ thi đầu tiên lớp phối khí sơ cấp của Học viện âm nhạc Hoàng gia, đồng thời thành thạo piano, guitar và chỉ huy.
Về thể thao, anh tham gia đội bóng rổ ở trường trung học và giành chức vô địch thành phố Vancouver. Ngoài ra, anh cũng có thể chơi bóng chuyền, bóng chày, võ tổng hợp, quyền pháp. Đội bóng của Châu Tuấn Vỹ từng chơi ở trường đại học đã giành chức vô địch bảng B trong hai năm liên tiếp tại thành phố Montreal.
Về biện luận, anh từng là thành viên của đội biện luận Trung Quốc trong thời gian học đại học.

### Sau khi ra mắt
Vào ngày 27 tháng 11 năm 2017, Châu Tuấn Vỹ tham gia chương trình thi đấu biện luận "Thế Giới Lắng Nghe Tôi" và thu hút nhiều sự chú ý.
Năm 2018, anh ấy là nghiên cứu sinh trong chương trình thực tế sáng tác âm nhạc "Vô Hạn Ca Dao Quý". Anh ấy hợp tác với các ca sĩ Lý Vinh Hạo, Phù Long Phi và Mao Bất Dịch để hát các bài hát gốc "Tôi Muốn Bạn" , "Mỗi Người Một Nơi" và "Ngày Mai".
Năm 2019, anh đóng vai trò là một người quan sát,  một chuyên gia tâm lý diễn giải mối quan hệ giữa tình yêu và kinh doanh trong chương trình tạp kỹ tình yêu xã giao "Không Gian Luyến Mộ". Vào ngày 10 tháng 4, bộ phim truyền hình trực tuyến đầu tiên "Gửi Thời Thanh Xuân Ấm Áp Của Chúng Ta" đã được phát sóng, anh đóng vai ngôi sao Lâm Trực Tôn. Ngày 22 tháng 11 cùng năm, bộ phim truyền hình "Lời Dài Vĩnh Biệt" mà anh thủ vai nam chính Liên Châu được phát sóng.
Vào tháng 4 năm 2020, anh tham gia chương trình tạp kỹ giải đố và thi đấu "Học Viện Trinh Thám 2" của Mango TV với tư cách khách mời thường trú. Vào ngày 6 tháng 8 cùng năm, bộ phim cổ trang giả tưởng "Lưu Ly Mỹ Nhân Sát" được khởi chiếu, anh đóng vai Nhược Ngọc.
Vào ngày 16 tháng 8 năm 2020, trong buổi phát sóng trực tiếp trận chung kết bóng rổ 3v3 của "Super Nova Game 3", Châu Tuấn Vỹ đã thay thế nam diễn viên Lưu Suất Lương, người đang nghỉ ở băng ghế dự bị do chấn thương và gia nhập đội A của nhóm diễn viên, cuối cùng giành chức vô địch và MVP của giải đấu.
Vào ngày 30 tháng 9 năm 2020, bài hát "Lưu Ly Thúy"  do anh tham gia viết lời và sáng tác được phát hành, bản hát cá nhân cũng được phát hành vào ngày 5 tháng 11 cùng năm. Đây là bài hát kỷ niệm của phim truyền hình "Lưu Ly Mỹ Nhân Sát".

## Đời tư
Châu Tuấn Vỹ tuyên bố rằng anh đã kết hôn trong các chương trình "Tôi Là Nhà Hùng Biện Mùa 4", "Vô Hạn Ca Dao Quý" và "Không Gian Luyến Mộ". Vào tháng 2 năm 2023, nam diễn viên được cho là đã bị "phong sát" bởi chính quyền do từng có động thái ủng hộ hoạt động biểu tình của sinh viên Đại học Nam Kinh trong Chiến dịch tờ giấy trắng.

## Tác phẩm phim ảnh
| Năm  | Tựa đề                                 | Vai diễn        | Thể loại             |
| 2019 | Gửi Thời Thanh Xuân Ấm Áp Của Chúng Ta | Lâm Trực Tôn    | phim chiếu mạng      |
| 2019 | Lời Từ Biệt Dài Đằng Đẵng              | Liên Chu        |                      |
| 2020 | Lưu Ly Mỹ Nhân Sát                     | Nhược Ngọc      | phim truyền hình     |
| 2021 | Thập Nhị Đàm                           | Diệp Thanh Xuân | phim chiếu mạng      |
| 2021 | Vô Tình Nhặt Được Tổng Tài             | Cố An Sinh      | phim chiếu mạng      |
| 2022 | Bây Giờ Mình Gặp Nhau Đi               | Hứa Vọng        | phim chiếu mạng      |
| 2022 | Sau Khi Gặp Được Cậu                   | Trình Mộ        | phim chiếu mạng      |
| 2022 | Nguyệt Lý Thanh Sơn Đạm Như Hoạ        | Tả Hoài Nhân    |                      |
| 2023 | Ninh An Như Mộng                       | Yến Lâm         | phim truyền hình     |
| 2024 | Dữ Phượng Hành                         | Mộ Tử Thuần     | phim truyền hình     |
| 2024 | Khổng Tước Thánh Sứ Xin Hãy Rung Động  | Lý Mục Dương    | phim ngắn chiếu mạng |
| 2025 | Đoạt Vợ                                | Tiêu Sở Dực     | phim ngắn chiếu mạng |
| TBA  | Kim Chiêu Ngọc Tuý                     | Tiêu Nhận       | phim ngắn chiếu mạng |

## Chương trình truyền hình
| Ngày phát sóng                                       | Tên chương trình                          | Tập                   | Vai trò                                |
| Ngày 27 tháng 11 năm 2017                            | "Thế Giới Lắng Nghe Tôi"                  |                       | Người tranh luận                       |
| Ngày 30 tháng 12 năm 2017                            | "Tôi Là Nhà Hùng Biện Mùa 4"              | Tập 10                |                                        |
| Ngày 21 tháng 4 năm 2018 - ngày 8 tháng 7 năm 2020   | "Vô Hạn Ca Dao Quý"                       | Toàn tập              | Nghiên cứu sinh                        |
| Ngày 30 tháng 11 năm 2018 - ngày 7 tháng 12 năm 2019 | "Minh Tinh Đại Trinh Thám 4"              | Tập 5, 6              | Trợ lý thám tử                         |
| 10 tháng 1, 2019 - 21 tháng 2, 2019                  | "Không Gian Luyến Mộ"                     | Toàn tập              | Người quan sát                         |
| 15 tháng 8, 2019 - 17 tháng 10, 2019                 | "Không Gian Luyến Mộ 2"                   | Tập 4-12              | Người quan sát                         |
| Ngày 1 tháng 11 năm 2020                             | "Minh Tinh Đại Trinh Thám 5"              | SP                    | Trợ lý thám tử                         |
| 17 tháng 1, 2020                                     | "Minh Tinh Đại Trinh Thám 5"              | Tập 11                | Trợ lý thám tử                         |
| 3 tháng 11, 2019 - 23 tháng 2, 2020                  | "Học Viện Trinh Thám 1"                   | Toàn tập              | Thực tập sinh                          |
| 7 tháng 2 - 14 tháng 2 năm 2020                      | "Ca Sĩ: Năm Tháng Đấu Tranh"              | Tập 1-2               | Đối tác âm nhạc của ca sĩ Mao Bất Dịch |
| Ngày 17 tháng 4 năm 2020                             | "Ca Sĩ: Năm Tháng Đấu Tranh"              | Tập 11                | Đối tác âm nhạc của ca sĩ Mao Bất Dịch |
| 9 tháng 4 năm 2020 - 16 tháng 7 năm 2020             | "Học Viện Trinh Thám 2"                   | Toàn tập (trừ 2 và 4) | Thực tập sinh                          |
| Ngày 16 tháng 4 năm 2020                             | "Decibel Ấm Áp"                           | Tập 1                 | Khách mời                              |
| 12 tháng 6 - 19 tháng 6 năm 2020                     | "Đây Là Nhà Của Ai"                       | Tập 1-2               | Thành viên                             |
| 6 tháng 7 năm 2020 - 16 tháng 8 năm 2020             | "Super Nova Game 3"                       | Toàn tập              | Vận động viên                          |
| Ngày 8 tháng 7 năm 2020                              | "Trốn Thoát Khỏi Mật Thất Bản Đại Thần 2" | Mùa 2                 | Người chơi                             |
| 26 tháng 8 đến 23 tháng 9 năm 2020                   | "Trốn Thoát Khỏi Mật Thất Bản Đại Thần 2" | Tập 9-13              | Người chơi                             |
| Ngày 11 tháng 12 năm 2020                            | "Thơ Trung Quốc mùa 3"                    | Tập 1                 | Thiếu niên thơ                         |
| Ngày 25 tháng 12 năm 2020                            | "Thơ Trung Quốc mùa 3"                    | Tập 3                 | Thiếu niên thơ                         |
| Ngày 5 tháng 2 năm 2021                              | "Học Viện Trinh Thám 3"                   | Số 12                 | Thực tập sinh                          |
| 3 tháng 3 - 4 tháng 3 năm 2021                       | "Minh Tinh Đại Trinh Thám 6"              | Tập 11                | Thám tử                                |
| 10 tháng 3 đến 11 tháng 3 năm 2021                   | "Minh Tinh Đại Trinh Thám 6"              | Tập 12                | NPC                                    |
| 24 tháng 3 năm 2021                                  | "My Little Tail"                          | Toàn tập              | Nhân chứng tăng trưởng                 |
| Ngày 26 tháng 11 năm 2021                            | "My Little Tail 2"                        | Toàn tập              | Nhân chứng tăng trưởng                 |
| Ngày 3 tháng 3 năm 2022                              | "Welcome Buddies"                         | Tập 15                |                                        |
| Ngày 20 tháng 4 năm 2022                             | "Yes I Do 3"                              |                       | Thành viên gia tộc Thức tỉnh           |
| Năm 2023                                             | "Học Viện Trinh Thám 6"                   | Tập 9-11, 13          | Thành viên                             |
| Năm 2024                                             | "Học Viện Trinh Thám 8"                   |                       | Thành viên                             |

## Tác phẩm âm nhạc
| Ngày phát hành            | Tựa đề             | Nghệ sĩ trình bày                                                                            | Phần tham gia         | Ghi chú                                  |
| Ngày 26 tháng 5 năm 2018  | Thay Thế           | Phù Long Phi, Châu Tuấn Vỹ                                                                   | Lời bài hát tiếng Anh | Vô Hạn Ca Dao Quý                        |
| 23 tháng 6, 2018          | Tôi Muốn Bạn       | Lý Vinh Hạo, Châu Tuấn Vỹ                                                                    | Sáng tác              | Vô Hạn Ca Dao Quý                        |
| Ngày 7 tháng 7 năm 2018   | Mỗi Người Một Nơi  | Phù Long Phi, Châu Tuấn Vỹ                                                                   | Viết lời bài hát      | Vô Hạn Ca Dao Quý                        |
| 8 tháng 7, 2018           | Ngày Mai           | Mao Bất Dịch, Châu Tuấn Vỹ                                                                   | Viết lời bài hát      | Vô Hạn Ca Dao Quý                        |
| Ngày 15 tháng 11 năm 2019 | Tìm Kiếm           | Trần Tường                                                                                   | Viết lời bài hát      | Bài hát mở đầu Lời Từ Biệt Dài Đằng Đẵng |
| Ngày 19 tháng 12 năm 2019 | Nhịp Đập Mạnh Mẽ   | Lương Phàm                                                                                   | Viết lời bài hát      | Bài hát mở đầu Lời Từ Biệt Dài Đằng Đẵng |
| Tháng 6 năm 2020          | NO.1 —— Nam Ba Vạn | Bồ Tập Tinh, Châu Tuấn Vỹ, Đường Cửu Châu, Tề Tư Quân, Văn Thao, Thiệu Minh Minh, Thạch Khải | Viết lời bài hát      | Bài hát chủ đề của Học Viện Trinh Thám   |
| Ngày 30 tháng 9 năm 2020  | Lưu Ly Thúy        | Quách Hủ Tiêu                                                                                | Sáng tác              | Kỷ niệm Lưu Ly Mỹ Nhân Sát               |
| Ngày 5 tháng 11 năm 2020  | Lưu Ly Thúy        | Châu Tuấn Vỹ                                                                                 | Sáng tác              | Kỷ niệm Lưu Ly Mỹ Nhân Sát               |